# Weinsberg (Solingen)
Weinsberg ist ein aus einer Hofschaft hervorgegangener Wohnplatz in der bergischen Großstadt Solingen. Der Ort gab dem Weinsberger Bach seinen Namen, der durch das gleichnamige Tal im Süden Solingens fließt.

## Lage und Beschreibung
Weinsberg befindet sich im Stadtbezirk Burg/Höhscheid am Rande der geschlossenen Bebauung des Ortskerns von Höhscheid rund um den Peter-Höfer-Platz. In einem kleinen Bachtal im Südwesten fließt der Weinsberger Bach vorbei, der bei dem Wipperkotten in die Wupper mündet. Weinsberg ist über eine nach dem Ort benannte Stichstraße von der Regerstraße aus erreichbar, die ihrerseits von der Kreisstraße 7, der Platzhofstraße abzweigt. Im Kern des Ortes sind noch einzelne Fachwerk- und Schiefergebäude erhalten. Östlich bzw. südöstlich befinden sich der evangelische Friedhof Solingen-Höhscheid, die Teppichsiedlung an der Regerstraße sowie ein Kleingartenverein.
Benachbarte Orte sind bzw. waren (von Nord nach West): Kirschheide, Lindenhof, Erf, Königsmühle, Schallbruchsmühle, Platzhof, Pereskotten, Bechershäuschen, Mittel- und Untenfürkelt sowie Hingenberg und Neuenhof.

## Etymologie
Der Ortsname ist von dem Personennamen Wienand abgeleitet.

## Geschichte
Weinsberg ist seit dem 15. Jahrhundert nachweisbar, er erscheint erstmals im Zehntverzeichnis der Abtei Altenberg von 1488 als Wynantzberg.:1 In dem Kartenwerk Topographia Ducatus Montani von Erich Philipp Ploennies, Blatt Amt Solingen, aus dem Jahre 1715 ist der Ort mit einer Hofstelle verzeichnet und als Wiensb. (offensichtlich abgekürzt) benannt. Der Ort wurde in den Registern der Honschaft Höhscheid innerhalb des Amtes Solingen geführt. Die Topographische Aufnahme der Rheinlande von 1824 verzeichnet den Ort als Weinsberg benannt, ebenso wie die Preußische Uraufnahme von 1844. In der Topographischen Karte des Regierungsbezirks Düsseldorf von 1871 ist der Ort erneut als Weinsberg verzeichnet.
Nach Gründung der Mairien und späteren Bürgermeistereien Anfang des 19. Jahrhunderts gehörte der Ort zur Bürgermeisterei Höhscheid, die 1856 das Stadtrecht erhielt und lag dort in der Flur III. Neuenhof.
Mit der Städtevereinigung zu Groß-Solingen im Jahre 1929 wurde Weinsberg schließlich ein Ortsteil Solingens.